# PGA of America
Die PGA of America (Professional Golfers’ Association) ist der US-amerikanische Verband der Berufsgolfer. Derzeit hat sie etwa 28.000 Mitglieder in 41 Sektionen. Sie sieht sich als weltweit größte Arbeitnehmerorganisation im Bereich des Sports.

## Geschichte
Der Kaufhaus-Magnat Lewis Rodman Wanamaker lud am 16. Januar 1916 eine Reihe von Berufsgolfern und Spitzenamateuren zum Mittagessen in New York City ein und regte die Gründung eines Verbandes an, um den Verkauf von Golfausrüstung zu fördern. Am 10. April kam es dann zur Gründungsversammlung der PGA of America mit 35 Mitgliedern. Kurz darauf, vom 10. bis 14. Oktober, fand die erste PGA Championship statt, für die Wanamaker die Trophäe und das Preisgeld von $2580 stiftete.
In der Folgezeit befasste sich die PGA of America schwerpunktmäßig mit dem Thema Ausrüstung, indem sie Preisempfehlungen und sogar offizielle „Approvals“ für bestimmte Schläger herausgab. Insbesondere setzte sie sich für die Legalisierung der Stahlschäfte ein, was im Verlauf der 1920er Jahre auch gelang. Ab 1927 kam zur PGA Championship mit dem Ryder Cup das zweite wichtige Turnier hinzu, die PGA Seniors’ Championship startete 1936.
1933 wurde eine dreijährige Ausbildungszeit eingeführt mit dem Ziel den „Golf Professional“ zu einem erlernbaren und anerkannten Beruf zu machen. Eine weitere Institution, die Golf Hall of Fame wurde 1941 gegründet und in der Folge begann man auch mit dem Kauf bzw. Bau von PGA-eigenen Golfplätzen. Die heute noch bedeutendste Golfmesse der Welt, die PGA Merchandise Show, fand erstmals 1954 auf dem Parkplatz des PGA National Golf Club in Dunedin, Florida statt.
Die Turnierspieler, die bereits seit 1946 komplett autonom agierten, gründeten 1968 zunächst eine eigene Organisation, die Association of Professional Golfers, die kurz darauf umbenannt wurde in Tournament Players Division und schließlich 1975 den heute noch gültigen Namen PGA TOUR erhielt.